# Prionyx canadensis
Prionyx canadensis là một loài côn trùng cánh màng trong họ Sphecidae, thuộc chi Prionyx. Loài này được Provancher miêu tả khoa học đầu tiên năm 1887.